# Noord-Ossetië
Noord-Ossetië, officieel de Republiek Noord-Ossetië-Alanië (Russisch: Респу́блика Се́верная Осе́тия–Ала́ния, Respublika Severnaja Osetia-Alania; Ossetisch: Цӕгат Ирыстоны Аланийы Республикӕ,  Cægat Iryston - Alani Respublikæ ) is een autonome republiek binnen de Russische Federatie, gesitueerd in de noordelijke Kaukasus. De toevoeging "Alanië" aan de officiële naam verwijst naar het historische koninkrijk Alanië.

## Geografie
Noord-Ossetië ligt ingeklemd tussen de buurrepublieken Kabardië-Balkarië in het westen en Ingoesjetië in het oosten. In het zuiden grenst de republiek aan Georgië, waarvan een groot deel aan het feitelijk afgescheiden Zuid-Ossetië. Noord-Ossetië bestaat voor een groot deel uit de bovenste vallei van de rivier de Terek.

## Bevolking
De Ossetische populatie is vrijwel geheel christelijk, met enkele kleine moslimminderheden. Het Ossetisch is binnen het gebied naast het Russisch de officiële taal en behoort tot de Iraanse talen. De republiek heeft 710.275 inwoners (census 2002), de oppervlakte bedraagt 7953,6 km² en de hoofdstad is Vladikavkaz.
In de republiek leven aan het begin van de 21e eeuw, ongeveer 415.000 Osseten en 200.000 Russen. Er bevonden zich ook aanzienlijke aantallen Ingoesjen, deze zijn echter na het uiteenvallen van de Sovjet-Unie en het uitbreken van etnische onlusten, massaal vertrokken naar het naburige Ingoesjetië.

## Districten
Noord-Ossetië is naast de hoofdstad Vladikavkaz verder onderverdeeld in acht districten:
1. Alagirski
2. Ardonski
3. Digorski
4. Irafski
5. Kirovski
6. Mozdokski
7. Pravoberezjni
8. Prigorodni